# Thorndike (Maine)
Thorndike es un pueblo ubicado en el condado de Waldo en el estado estadounidense de Maine. En el Censo de 2010 tenía una población de 890 habitantes y una densidad poblacional de 13,61 personas por km².

## Geografía
Thorndike se encuentra ubicado en las coordenadas 44°35′37″N 69°14′15″O / 44.59361, -69.23750. Según la Oficina del Censo de los Estados Unidos, Thorndike tiene una superficie total de 65.41 km², de la cual 65.41 km² corresponden a tierra firme y (0%) 0 km² es agua.

## Demografía
Según el censo de 2010, había 890 personas residiendo en Thorndike. La densidad de población era de 13,61 hab./km². De los 890 habitantes, Thorndike estaba compuesto por el 97.53% blancos, el 0.22% eran afroamericanos, el 0.11% eran amerindios, el 0.22% eran asiáticos, el 0% eran isleños del Pacífico, el 0.34% eran de otras razas y el 1.57% pertenecían a dos o más razas. Del total de la población el 0.79% eran hispanos o latinos de cualquier raza.